# Cao Kun
Cao Kun (en chinois simplifié : 曹锟 ; chinois traditionnel : 曹錕 ; pinyin : Cáo Kūn) né le 10 décembre 1862 et mort le 15 mai 1938, est le président de la république de Chine du 10 octobre 1923 au 30 octobre 1924 et chef militaire de la clique du Zhili dans l'armée de Beiyang. Il fut également fiduciaire de l'université catholique Fu-Jen.

## Jeunesse et ascension au pouvoir
Cao est issu d'une famille pauvre de Tianjin. Durant la première guerre sino-japonaise de 1894, il s'engage dans l'armée et combat en Corée. Après la défaite, il rejoint Yuan Shikai pour participer à l'entraînement de la Nouvelle Armée (appelée armée de Beiyang). Admiré par Yuan, Cao gravit rapidement les échelons.
Il devient général de l'armée de Beiyang et mène la clique du Zhili après la mort de Feng Guozhang. Lors des élections de 1918, la vice-présidence lui est promise par Duan Qirui mais le poste reste finalement vacant après la dissolution de l'Assemblée nationale, privée d'un quorum. Il se sent trahi par Duan et le défait au combat en 1920. Il contraint Xu Shichang et Li Yuanhong à démissionner et devient président de la république de Chine (à Pékin) en 1923.
Cao a des liens familiaux avec le chef militaire musulman Ma Fuxing du Xinjiang.

## Le « président de la corruption»
Cao Kun acquiert tristement le poste présidentiel en soudoyant les membres de l'assemblée avec 5 000$ argent chacun. Cet épisode le brouille avec le gouvernement de Beiyang et son assemblée, qui manque d'un quorum pour tenir des élections. Cela tourne toutes les factions rivales contre lui et sa clique commence à souffrir de problèmes de dissensions. Les relations avec son chef favori, Wu Peifu, s'enveniment et il aurait pour projet de quitter la clique du Zhili mais les deux hommes restent ensemble pour combattre la clique du Fengtian.
L'un de ses premiers actes en tant que président est de promulguer la constitution chinoise de 1923. Rapidement rédigée par l'assemblée, elle est considérée comme la plus démocratique et progressive d'alors, mais comme les chartes ultérieures, elle est complètement ignorée.
Durant une guerre contre Zhang Zuolin en octobre 1924, Cao est trahi et capturé par son général Feng Yuxiang durant le coup de Pékin. Feng occupe la capitale et contraint Cao a démissionner. Son frère, Cao Rui, se suicide après avoir été placé en détention. Il est libéré deux ans plus tard lors d'un geste de bonne volonté de Feng à Wu Peifu.
Cao meurt à son domicile de Tianjin en mai 1938.